# Список двигателей Toyota

## Маркировка двигателей Toyota
Toyota Motor Corporation выпускает широкий спектр автомобильных двигателей. С 1987 года компания придерживается следующей системы именования своих двигателей:
- Первые цифровые символы указывают поколение блока двигателя
- Следующие одна или две буквы указывают семейство двигателя
- Суффиксы (через тире) определяют особенности двигателя
- Далее после букв указывается порядковый семизначный номер двигателя в данном поколении семейства.

| Суффикс | Особенность                                                                                           |
| ------- | --- |
| A       | Система изменения фаз газораспределения Valvematic                                                    |
| B       | Два SU-карбюратора (после 2000 года — свидетельствует о использовании этанола E85 в качестве топлива) |
| C       | с системой контроля за выбросами по стандартам Калифорнии                                             |
| CI      | с системой централизованного одноточечного впрыска топлива с электронным управлением                  |
| D       | Два карбюратора с нисходящим потоком                                                                  |
| E       | Электронный впрыск топлива                                                                            |
| F       | Механизм газораспределения DOHC с узкими «экономичными» фазами                                        |
| G       | Механизм газораспределения DOHC с широкими «производительными» фазами                                 |
| H       | Высокая степень сжатия либо наддув высокого давления                                                  |
| I       | Централизованный впрыск топлива                                                                       |
| J       | Autochoke                                                                                             |
| K       | Цикл Аткинсона (не гибридный)                                                                         |
| L       | Поперечное расположение двигателя                                                                     |
| M       | для рынка Филиппин                                                                                    |
| N       | двигатель на компримированном природном газе                                                          |
| P       | двигатель на сжиженном углеводородном газе                                                            |
| R       | Низкая степень сжатия (для топлива с октановым числом 87 и ниже)                                      |
| S       | Вихревое смесеобразование                                                                             |
| SE      | Прямой впрыск бензина                                                                                 |
| T       | Турбонаддув                                                                                           |
| U       | С каталитическим нейтрализатором по стандартам Японии                                                 |
| V       | Система впрыска Common Rail Diesel Injection                                                          |
| X       | Гибридный двигатель с циклом Аткинсона                                                                |
| Z       | Supercharged (нагнетатель с механическим приводом)                                                    |

Примеры обозначений:
- 4A-GE

4 — поколение двигателя в семействе двигателей А
A — семейство двигателей
G — механизм газораспределения DOHC с широкими «производительными» фазами
E — с электронным впрыском топлива;
- 22R-TEC

22 — поколение двигателя в семействе двигателей R
R — семейство двигателей
Т — с турбонаддувом
E — Электронный впрыск топлива
C — с системой контроля за выбросами по стандартам Калифорнии

## Бензиновые двигатели

### Оппозитный 4-цилиндровый
- 1961 — U-серия
  - 1961—1966 — 0.7 L (697 см³) U
  - 1965—1969 — 0.8 L (790 см³) 2U
  - 1966—1976 — 0.8 L (790 см³) 2U-B
  - с 2011 — 2.0 L (1998 см³) 4U-GSE (он же: Subaru FA20)

### Рядный 3-цилиндровый
- 2020 — G-серия — DOHC
- 2004 — KR-серия — DOHC
  - 2004 — 1.0 L (998 см³) 1KR

### Рядный 4-цилиндровый
- 1939 — Type C — OHV
  - 1939—1941 — 2.3 L (2259 см³) C
- 1947 — Type S — SV
  - 1947—1959 — 1.0 L (995 см³) S
- 1953 — R — OHV/SOHC/DOHC
  - 1953—1964 — 1.5 L (1453 см³) R
  - 1964—1969 — 1.5 L (1490 см³) 2R
  - 1959—1968 — 1.9 L (1897 см³) 3R
  - 1965—1968 — 1.6 L (1587 см³) 4R
  - 1968—1986 — 2.0 L (1994 см³) 5R
  - 1969—1974 — 1.7 L (1707 см³) 6R
  - 1968—1970 — 1.6 L (1591 см³) 7R
  - 1968—1972 — 1.9 L (1858 см³) 8R
  - 1967—1968 — 1.6 L (1587 см³) 9R
  - 1968—1971 — 1.9 L (1858 см³) 10R
  - 1969—1988 — 1.6 L (1587 см³) 12R
  - 1974—1980 — 1.8 L (1808 см³) 16R
  - 1971—1982 — 2.0 L (1968 см³) 18R
  - 1975—1977 — 2.0 L (1968 см³) 19R
  - 1974—1980 — 2.2 L (2189 см³) 20R
  - 1978—1987 — 2.0 L (1972 см³) 21R
  - 1980—1995 — 2.4 L (2366 см³) 22R
- 1959 — P
  - 1959—1961 — 1.0 L (997 см³) P
  - 1961—1972 — 1.2 L (1198 см³) 2P
  - 1972—1979 — 1.3 L (1345 см³) 3P
- 1966 — K — OHV
  - 1966—1969 — 1.1 L (1077 см³) K
  - 1969—1988 — 1.0 L (993 см³) 2K
  - 1969—1979 — 1.2 L (1166 см³) 3K
  - 1978—1989 — 1.3 L (1290 см³) 4K
  - 1983—1989 — 1.5 L (1496 см³) 5K
  - 1998—1998 — 1.8 L (1781 см³) 7K
- 1970 — T — OHV/DOHC
  - 1970—1979 — 1.4 L (1407 см³) T
  - 1970—1985 — 1.6 L (1588 см³) 2T
  - 1977—1985 — 1.8 L (1770 см³) 3T
  - 1970—1983 — 1.6 L (1588 см³) 12T
  - 1977—1982 — 1.8 L (1770 см³) 13T
- 1978 — A — SOHC/DOHC
  - 1978—1979 — 1.5 L (1452 см³) 1A
  - 1979—1986 — 1.3 L (1295 см³) 2A
  - 1979—1988 — 1.5 L (1452 см³) 3A
  - 1979—1998 — 1.6 L (1587 см³) 4A
  - 1987—1998 — 1.5 L (1498 см³) 5A
  - 1989—1992 — 1.4 L (1397 см³) 6A
  - 1993—1998 — 1.8 L (1762 см³) 7A
  - 2004 — 1.3 L (1342 cc) 8A
- 1982 — S — SOHC/DOHC
  - 1982—1988 — 1.8 L (1832 см³) 1S
  - 1982—1987 — 2.0 L (1995 см³) 2S
  - 1985—2005 — 2.0 L (1998 см³) 3S
  - 1987—1998 — 1.8 L (1838 см³) 4S
  - 1990—2001 — 2.2 L (2164 см³) 5S
- 1982 — Y — OHV
  - 1982 — 1.6 L (1626 см³) 1Y
  - 1982 — 1.8 L (1812 см³) 2Y
  - 1982—1998 — 2.0 L (1998 см³) 3Y
  - 1985—1993 — 2.2 L (2237 см³) 4Y
- 1985 — E — SOHC/DOHC
  - 1985—1994 — 1.0 L (999 см³) 1E
  - 1985—1998 — 1.3 L (1295 см³) 2E
  - 1986—1994 — 1.5 L (1456 см³) 3E
  - 1989—1998 — 1.3 L (1331 см³) 4E
  - 1991—1999 — 1.5 L (1497 см³) 5E
- 1990 — TZ — DOHC
  - 1990—2000 — 2.4 L (2438 см³) 2TZ
- 1997 — ZZ — DOHC
  - 1997—2007 — 1.8 L (1794 см³) 1ZZ
  - 1999—2006 — 1.8 L (1796 см³) 2ZZ
  - 2000 — 1.6 L (1598 см³) 3ZZ
  - 2000 — 1.4 L (1398 см³) 4ZZ
- 1989 — RZ — SOHC/DOHC
  - 1989 — 2.0 L (1998 см³) 1RZ
  - 1989 — 2.4 L (2400 см³) 2RZ
  - 1995 — 2.7 L (2693 см³) 3RZ
- 1999 — SZ — DOHC (Daihatsu)
  - 1999 — 1 L (997 см³) 1SZ
  -  ? — 1.3 L (1298 см³) 2SZ
  - 2006 — 1.5 L (1495 см³) 3SZ
- 1997 — NZ — DOHC
  - 1997 — 1.5 L (1497 см³) 1NZ
  - 1999 — 1.3 L (1298 см³) 2NZ
- 2000 — AZ — DOHC
  - 2000 — 2.0 L (1998 см³) 1AZ
  - 2000 — 2.4 L (2362 см³) 2AZ
- 2003 — TR — DOHC
  - 2003 — 2.0 L (1998 см³) 1TR
  - 2003 — 2.7 L (2694 см³) 2TR
- 2007 — ZR — DOHC
  - 2007 — 1.6 L (1598 см³) 1ZR
  - 2007 — 1.8 L (1797 см³) 2ZR
  - 2007 — 2.0 L (1986 см³) 3ZR
- 2008 — NR — DOHC
  - 2008 — 1.33 L (1329 см³) 1NR
  - 2010 — 1.5 L (1496 см³) 2NR
  - 2011 — 1.2 L (1197 см³) 3NR
- 2009 — AR — DOHC
  - 2009 — 2.7 L 1AR
  - 2009 — 2.5 L 2AR (2493 см³)

### Рядный 6-цилиндровый
- 1935 — Type A — OHV
  - 1935—1947 — 3.4 L (3389 см³) A
- 1937 — Type B — OHV
  - 1937—1955 — 3.4 L (3389 см³) B
- 1955 — F — OHV
  - 1955—1975 — 3.9 L (3878 см³) F
  - 1975—1987 — 4.2 L (4230 см³) 2F
  - 1985—1992 — 4.0 L (3956 см³) 3F
- 1965 — M — SOHC/DOHC
  - 1965—1985 — 2.0 L (1988 см³) M
  - 1966—1972 — 2.3 L (2253 см³) 2M
  - 1966—1971 — 2.0 L (1988 см³) 3M
  - 1972—1980 — 2.6 L (2563 см³) 4M
  - 1979—1988 — 2.8 L (2759 см³) 5M
  - 1984—1987 — 3.0 L (2954 см³) 6M
  - 1986—1992 — 3.0 L (2954 см³) 7M
- 1979 — G — SOHC/DOHC
  - 1979—2006 — 2.0 L (1988 см³) 1G
- 1990 — JZ — DOHC
  - 1990—2006 — 2.5 L (2491 см³) 1JZ
  - 1993—2006 — 3.0 L (2997 см³) 2JZ
- 1993 — FZ — DOHC
  - 1993—2007 — 4.5 L (4477 см³) 1FZ

### V-образный 6-цилиндровый
- 1987 — VZ — DOHC/SOHC
  - 1987—1993 — 2,0 л (1992 см³) 1VZ
  - 1987—1991 — 2,5 л (2496 см³) 2VZ
  - 1987—1997 — 3,0 л (2958 см³) 3VZ
  - 1993—1998 — 2,5 л (2496 см³) 4VZ
  - 1995—2004 — 3,4 л (3378 см³) 5VZ
- 1994 — MZ — DOHC
  - 1994 — 3,0 л (2995 см³) 1MZ
  - 1998 — 2,5 л (2496 см³) 2MZ
  - 2003 — 3,3 л (3310 см³) 3MZ
- 2003 — GR — DOHC
  - 2002 — 4,0 л (3955 см³) 1GR
  - 2006 — 3,5 л (3456 см³) 2GR
  - 2003 — 3,0 л (2994 см³) 3GR
  - 2006 — 2,5 л (2499 см³) 4GR
  - 2005 — 2,5 л (2497 см³) 5GR

### V-образный 8-цилиндровый
- 1963 — V — OHV
  - 1963—1967 — 2.6 L (2,599 см³) V
  - 1967—1973 — 3.0 L (2,981 см³) 3V
  - 1973—1983 — 3.4 L (3,376 см³) 4V
  - 1983—1998 — 4.0 L (3,995 см³) 5V
- 1989 — UZ — DOHC
  - 1989—2002 — 4.0 L (3,969 см³) 1UZ
  - 1998—2009 — 4.7 L (4,663 см³) 2UZ
  - 2000—2010 — 4.3 L (4,300 см³) 3UZ
- 2006 — UR — DOHC
  - 2006 — 4.6 L (4,608 см³) 1UR
  - 2007 — 5.0 L (4,969 см³) 2UR
  - 2007 — 5.7 L (5,663 см³) 3UR
- 2003 — RV8
  - 2003 — 4.0 L
  - 2006 — 4.0 L RV8J
  - 2011 — 3.4 L RV8KLM

### V-образный 10-цилиндровый
- 2010 — LR — DOHC/VVT-i
  - 2010—2012 — 4.8 L (4,805 см³) 1LR-GUE

### V-образный 12-цилиндровый
- 1997 — GZ — DOHC
  - 1997 — 5.0L (4996см³) 1GZ-FE

## Дизельные двигатели

### Рядный 4-цилиндровый
- 1964 — J — OHV
  - 1964-???? — 2.3 L (2,336 см³) J
  - 1969—1983 — 2.5 L (2,481 см³) 2J
- 1974 — B Second gen. — OHV/SOHC
  - 1972—1988 — 3.0 L (2,977 см³) B
  - 1977—1982 — 3.2 L (3,168 см³) 2B
  - 1980—1990 — 3.4 L (3,431 см³) 3B
  - 1984-???? — 3.0 L (2,977 см³) 11B
  - 1984—1990 — 3.4 L (3,431 см³) 13B
  - 1988-???? — 3.7 L (3,660 см³) 14B
  - 1996—2002 — 4.1 L (4,104 см³) 15B
- 1980 — L — SOHC
  - 1977—1983 — 2.2 L (2,188 см³) L
  - 1980—200? — 2.4 L (2,446 см³) 2L
  - 19??-2006 — 2.4 L (2,446 см³) 2L-II change rocker arm to direct tappet drive
  - 1989-20?? — 2.4 L (2,446 см³) 2L-E
  - 1991—1997 — 2.8 L (2,779 см³) 3L
  - 1997-???? — 3.0 L (2,986 см³) 5L
- 1983 — W — OHV
  - 1983—1995 — 4.0 L (4,009 cc) 1W
- 1984 — C Third gen. — SOHC
  - 1984—1992 — 1.8 L (1,839 см³) 1C
  - 1984—2000 — 2.0 L (1,974 см³) 2C
  - 1994—2002 — 2.2 L (2,184 см³) 3C
- 1986 — N — SOHC
  - 1986-19?? — 1.4 L (1,453 см³) 1N
- 1993 — KZ — SOHC
  - 1993—2004 — 3.0 L (2,982 см³) 1KZ
- 2000 — CD — DOHC
  - 2000—2006 2.0 L (1,995 см³) 1CD-FTV
- 2001 — ND — SOHC
  - 2001- 1.4 L (1,364 см³) 1ND-TV
- 2001 — KD — DOHC
  - 2000- 3.0 L (2,982 см³) 1KD-FTV
  - 2001- 2.5 L (2,494 см³) 2KD-FTV
- 2005 — AD — DOHC
  - 2006- 2.0 L (1,998 см³) 1AD-FTV
  - 2005- 2.2 L (2,231 см³) 2AD-FHV
  - 2005- 2.2 L (2,231 см³) 2AD-FTV

### Рядный 5-цилиндровый
- 1989 — PZ — SOHC
  - 1990—1994? — 3.5 L (3,469 см³) 1PZ

### Рядный 6-цилиндровый
- 1956- D — OHV
  - 1956-??? 5.9L 1D
  - 1962-??? 6.5L 2D
- 1967 — H — OHV
  -  ???-??? — 3.6 L (3576 см³) H
  - 1980—1990 — 4.0 L (3980 см³) 2H
  - 1986—1990 — 4.0 L (3980 см³) 12HT
- 1969 — Q — OHV
  - 1969-??? — ??? L (??? см³) Q
- 1990 — HD — SOHC
  - 1989—1995 4.2 L (4164 см³) 1HD-T
  - 1995—1997 4.2 L (4164 см³) 1HD-FT
  - 1997- 4.2 L (4164 см³) 1HD-FTE
- 1990 — HZ — SOHC
  - 1989- 4.2 L (4163 см³) 1HZ

### V-образный 8-цилиндровый
- 2007 — VD — DOHC
  - 2007 — 4.5 L (4461 см³) 1VD-FTV